# Iunã
Iunã, Iunão ou Yunnan (em chinês: 云南; romaniz.: Yúnnán (pinyin)) é uma província montanhosa a sudoeste da República Popular da China.

## Paleontologia
Nesta província encontra-se os depósitos cambrianos dos folhelhos de Maotianshan.